# بامیپین

بامیپین (انگلیسی: Bamipine) نوعی دارو با اثر آنتی کولینرژیک است که به عنوان پماد ضدخارش استفاده میشود.